# Wild Coast
Die Wild Coast (deutsch Wilde Küste; früher Caffir Coast bzw. Kaffernküste) ist ein Küstenabschnitt Südafrikas am Indischen Ozean. Die Region gehört zur Provinz Ostkap.

## Geographie

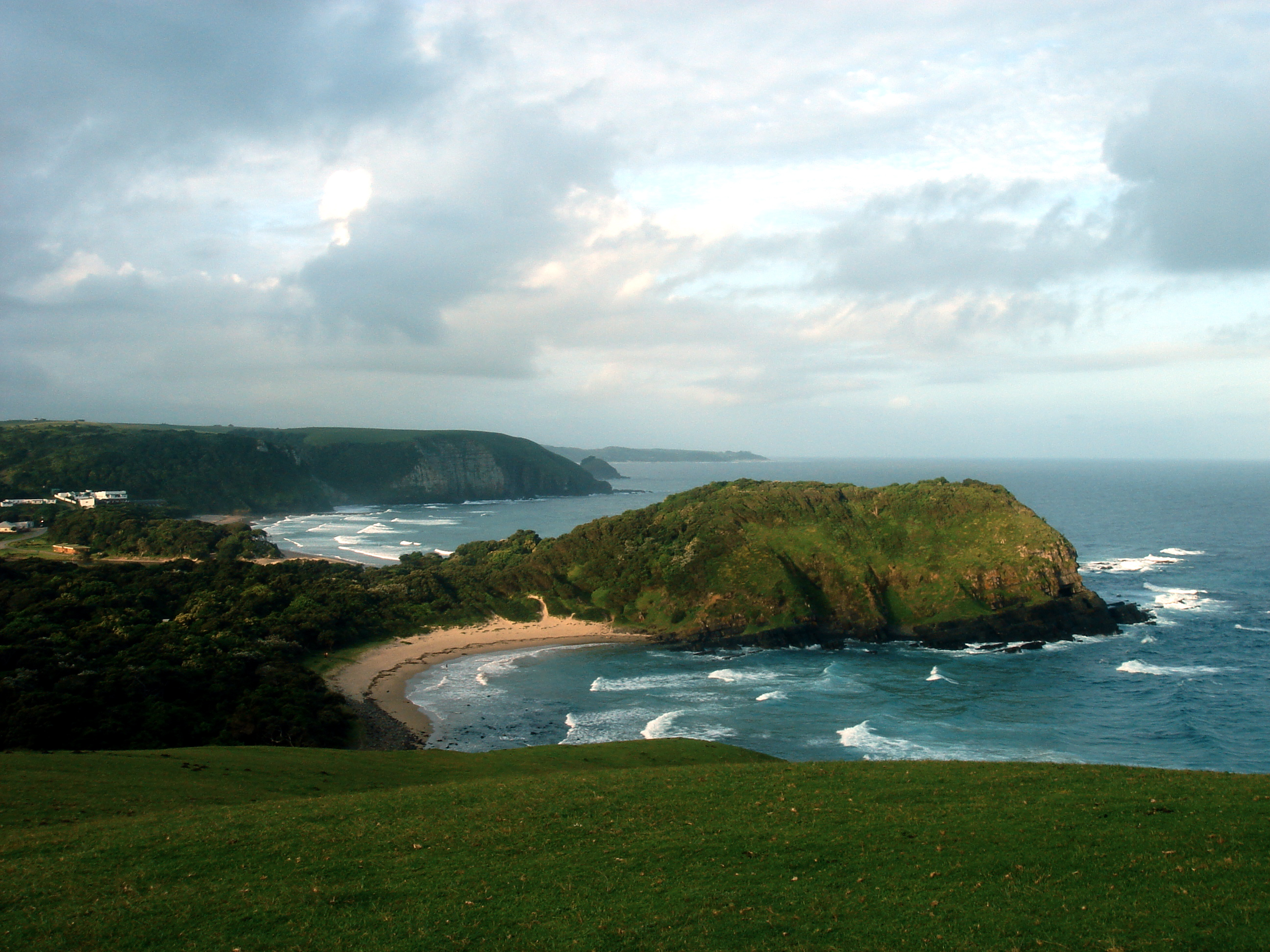
Wild Coast bei Coffee Bay

### Geographische Lage
Die Wild Coast erstreckt sich vom Ostrand der Metropolgemeinde Buffalo City (östliches Stadtgebiet von East London) im Südwesten bis zur Mündung des Mthamvuna bei Port Edward im Nordosten. Damit entspricht die Wild Coast etwa der Küstenlinie des früheren Homelands Transkei. Heute liegt die Küste in den Distriktgemeinden Amathole und OR Tambo. Der gesamte Küstenabschnitt ist etwa 270 Kilometer lang.
Zahlreiche Flüsse münden an der Wild Coast in den Indischen Ozean, etwa der Great Kei, Mthatha, Mbashe und Mzimvubu. Besonders im Süden der Wild Coast bilden sie große Ästuare mit Sandbänken von erheblicher Ausdehnung. In der Nähe der meisten Mündungen gibt es größere Strände. Im Übrigen ist die Küste meist felsig. Nach Norden hin sind die Flüsse kürzer und münden in felsigem Gebiet. Dort gibt es den Waterfall Bluff, einen Wasserfall in den Indischen Ozean. Das Hole in the Wall (Loch in der Wand) ist eine Felsgruppe im Ozean unweit von Coffee Bay.
Etwa entlang der Hälfte der Küstenlinie stehen Wälder mit einheimischen Baum- und Straucharten. Zahlreiche dieser Arten wurden in diesem Gebiet entdeckt.

### Klima
Die Durchschnittstemperaturen entlang der Küste liegen zwischen 17 °C und 28 °C im Januar und 8 °C und 20 °C im Juli. Die Wild Coast liegt im Einzugsbereich des warmen Agulhas-Stroms. In Port St. Johns fallen jährlich rund 1170 Millimeter Niederschlag. Dabei bleibt es im Winter (Mai bis August) relativ trocken, während in der übrigen Zeit gleichmäßig hohe Niederschläge fallen. Die Winter sind mild und sonnig.

### Ortschaften
Entlang der Wild Coast gibt es nur kleinere Ortschaften. Natürliche Häfen fehlen fast völlig. Ausnahmen bilden die Stadt Port St. Johns an der Mündung des Mzimvubu und der kleine Ort Port Grosvenor. Weitere Ortschaften sind von Südwest nach Nordost Cintsa, Kei Mouth, Coffee Bay und Xolobeni. Insgesamt ist die Küste recht dicht besiedelt. In den Dörfern leben überwiegend Xhosa.

## Geschichte
Die Wild Coast war Ort spektakulärer Schiffshavarien. Noch heute liegen dort viele Wracks. Die Küste gehörte im 19. Jahrhundert zum Gebiet Kaffraria, nach den dort lebenden Xhosa, die damals von den weißen Bewohnern „Kaffern“ genannt wurden; der Norden gehörte zum Pondoland. Anschließend kam die Küste zur Transkei, die 1976 formal unabhängig wurde und 1994 als Teil der neuen Provinz Ostkap in Südafrika aufging.

## Infrastruktur und Wirtschaft

### Verkehr
Ein Abschnitt der Nationalstraße N2 führt im Landesinneren annähernd parallel zur Wild Coast, jedoch wendet sie sich ab Mthatha weiter in das Landesinnere und führt erst in KwaZulu-Natal wieder an die Küste zum Indischen Ozean heran. Die zahlreichen kleinen Küstenorte der Wild Coast sind über Stichstraßen zu erreichen, die überwiegend von wenigen Regionalstraßen abgehen. Es gibt keine überregionale Straße, die direkt an der Küstenlinie entlangführt. Ein großer Anteil der Erschließung durch Stichstraßen erfolgt über die Regionalstraßen R61 und R349. An der Wild Coast gibt es keinen Eisenbahnverkehr.
Eine Alternativstrecke zum bisherigen Verlauf der N2 wird über die R61 von Mthatha nach Ndwalane ausgebaut und seit 2016 als Neubau von Ndwalane bei Port St. Johns weiter im nordöstlichen Hinterland der Wild Coast bis nach Port Edward als Mautstraße N2 Wild Coast Road (N2WCR) geführt. Sie ist kürzer als die bestehende Führung der N2 über Mount Frere und Kokstad und schlösse Teilbereiche der Wild Coast besser an das nationale Fernstraßennetz an.
Wegen der möglichen ökologischen Folgen und der Mautgebühren ist die Straße umstritten. Unter anderem wird von Kritikern vermutet, dass die Straße zur Erschließung des umstrittenen Xolobeni Mineral Sands Project genutzt werden soll. Aufgrund der Proteste zog sich das österreichische Unternehmen Strabag aus dem Projekt zurück.

### Wirtschaft
Die Wild Coast wird dank der teils spektakulären Landschaft, dem warmen Klima und breiten Strände vor allem touristisch genutzt. Die Ferienorte sind meist recht abgelegen und locken auch alternativ gesinnte Urlauber an. Entlang der Küste können mehrtägige Wanderungen unternommen werden, wobei die Ästuare der Flüsse per Fährboot oder schwimmend überwunden werden müssen. Mehrere Naturschutzgebiete (nature reserves) liegen an der Wild Coast. Im Norden der Wild Coast liegt das Mkambati Nature Reserve. Er soll Teil des 500 km² großen Nationalparks Pondoland Park werden, der von der Mündung des Mzimvubu nordostwärts bis zur Grenze der Provinz KwaZulu-Natal reichen soll.
Zwischen Mtamvuna und dem Mzamba River wurde um 1979 auf einer Länge von vier Kilometern ein Bade- und Vergnügungszentrum geplant, für dessen erste Bauphase bis 1981 ein Budget von 7 Millionen Rand von insgesamt 12 Millionen veranschlagt war. Es handelte sich damals um ein gemeinschaftliches Projekt zwischen der staatlichen Transkei Development Corporation und dem Unternehmen Holiday Inn. Für das Casino waren 30 Roulette- und Black-Jack-Tische, 150 Spielautomaten und ein 188-Zimmer-Hotel mit Schwimmbecken vorgesehen. Die Anlage hat sich später unter Sun International zu einem großen Betrieb der Tourismuswirtschaft an der Wild Coast entwickelt.
Neben dem Tourismus wird Landwirtschaft betrieben, meist in Subsistenz. Die Fischerei spielt trotz der fischreichen Gewässer nur eine geringe, lokale Rolle.
Das umstrittene Xolobeni Mineral Sands Project sieht vor, dass in der Nähe des Ortes Xolobeni über 25 Jahre eine große Menge Ilmenit-haltigen Dünensands durch das australische Unternehmen Transworld Energy Minerals abgebaut wird. In der Bevölkerung der Region bildete sich dagegen Widerstand, der unter anderem im Amadiba Crisis Committee organisiert ist. Dessen Mitgründer und Sprecher Sikhosiphi Rhadebe wurde 2016 ermordet, nachdem er kurz zuvor vor einer Todesliste für Minengegner gewarnt hatte. Seine Nachfolge trat Nonhle Mbuthuma an. 2018 entschied die Gauteng Division of the High Court of South Africa in Pretoria, dass vorerst keine Abbaulizenzen vergeben werden dürfen.
An der Wild Coast nimmt der Ölkonzern Shell seit 2021 Schall-Untersuchungen vor, um Gasvorkommen zu entdecken. Dagegen richtet sich in mehr als 60 Orten massiver Protest. Die Menschen befürchten negative Folgen – nicht nur für das Ökosystem Meer. Zwar liegt dem Konzern eine Genehmigung vor, diese sei aber veraltet und entspreche nicht mehr den heutigen Anforderungen an den Meeresschutz, lauten die Argumente der Fördergegner.